# Eucalyptus rudis
Eucalyptus rudis, eucalipto inundado ("flooded gum"), es una especie de eucalipto perteneciente a la familia de las mirtáceas.

## Descripción
Es un árbol de talla mediana con la corteza rugosa, oscura o gris clara, sin embargo al norte de Perth su corteza es lisa y muy similar a Eucalyptus camaldulensis. Las hojas son pedunculadas, alternadas, ovadas a orbiculares de 12 x 7cm, ligeramente discolorosas y verde-grisáceas opacas. Flores blancas aparecen desde el invierno a inicios de la primavera.

## Distribución y hábitat
El árbol se distribuye desde el distrito Eneabba hacia el sur en los Montes Darling, en el cinturón del trigo del oeste y las áreas de alta pluviosidad en el suroeste de Australia Occidental comúnmente en cursos de agua, suelos pantanosos o muy ocasionalmente en rocas de granito.
Nombres alternatives para esta especie incluyen  moitch y eucalipto de pantano ("swamp gum").

## Taxonomía
Eucalyptus rudis fue descrita por Stephan Ladislaus Endlicher y publicado en Enumeratio plantarum quas in Novae Hollandiae ora austro-occidentali ad fluvium Cygnorum et in sinu Regis Georgii collegit Carolus Liber Baro de Hügel 49. 1837.
Etimología
Eucalyptus: nombre genérico que proviene del griego antiguo: eû = "bien, justamente" y kalyptós = "cubierto, que recubre". En Eucalyptus L'Hér., los pétalos, soldados entre sí y a veces también con los sépalos, forman parte del opérculo, perfectamente ajustado al hipanto, que se desprende a la hora de la floración.
Variedades y Sinonimia
- Eucalyptus brachypoda Turcz., Bull. Soc. Imp. Naturalistes Moscou 22(2): 21 (1849).

subsp. cratyantha Brooker & Hopper, Nuytsia 9: 63 (1993).
subsp. rudis.